# Clubiona akagiensis
Clubiona akagiensis là một loài nhện trong họ Clubionidae.
Loài này thuộc chi Clubiona. Clubiona akagiensis được miêu tả năm 1985 bởi Hayashi.